# Mýtne Ludany
Mýtne Ludany é um município da Eslováquia, situado no distrito de Levice, na região de Nitra. Tem 17,65 km² de área e sua população em 2018 foi estimada em 961 habitantes.

## Demografia
| Ano:        | 1994 | 2004   | 2014   | 2024   |
| ----------- | ---- | ------ | ------ | ------ |
| Broj ljudi: | 917  | 903    | 987    | 1018   |
| Razlika:    |      | -1,52% | +9,30% | +3,14% |

| Ano:               | 2023 | 2024   |
| ------------------ | ---- | ------ |
| Número de pessoas: | 1003 | 1018   |
| Diferença:         |      | +1,49% |